# 開発合宿
開発合宿（かいはつがっしゅく）とは、温泉やリゾート地などのホテルや旅館に出向き、合宿のように寝泊りしながら集中的にソフトウェア開発をする行為のこと。IT以外の業種にも広まりつつある。

## 概要
ソフトウェア開発の事業は多くの場合、一般的なオフィスにおいてコンピュータを用いて設計やコーディング、テストをするのが通常である。開発合宿では、これらオフィスで行う作業をホテルなどの宿泊施設で行うことである。ソフトウェア開発は他の生産活動に比べてノートPCなど持ち運びのできる機材のみでできる作業が多いため、比較的場所を選ばず合宿にも向いている作業である。また、リラックスできる環境であることや、集中できる環境であることで開発効率を高めることを期待することが多い。加えて、温泉や料理があることは必須ではないが、開発メンバーの士気を高めるために有効である。小規模な開発メンバーが互いの友好的な関係を高める効果も期待される。
ソフトウェアの開発を行う場合、必要な設備としてノートPC、無線LANなどのLAN設備や、参考にするための書籍があり、合宿参加者が持参するか事前に宅配便で施設へ送付しておく。PCの画面が狭い場合は、外部モニターを用いることがある。また、適宜宿泊設備が提供する通信回線を利用してインターネットに接続し、必要な資料の閲覧や電子メール受信に用いることがある。会議に用いるためのホワイトボードや電子機器の電源供給のための電源タップもあるとよい。
夜は酒盛りなどをしながら次期サービスの会議をすることがある。
注意点としては、通常の宿泊と比較して多くの電子機器を使うため、多くの電源を使用してよいか宿泊施設に事前に連絡しトラブルがないようにしておく必要がある。また、電子機器の盗難や温泉入浴中や室内会議中に話した会話が他人に聞かれることによる情報漏洩に気をつけることが肝要である。